# Усолинское сельское поселение (Параньгинский район)
Усолинское сельское поселение — муниципальное образование (сельское поселение) в составе Параньгинского района Марий Эл Российской Федерации.
Административный центр поселения — деревня Усола.

## История
Статус и границы сельского поселения установлены Законом Республики Марий Эл от 18 июня 2004 года № 15-З «О статусе, границах и составе муниципальных районов, городских округов в Республике Марий Эл».

## Население
| 2010  | 2011  | 2012  | 2013  | 2014  | 2015  | 2016  |
| ----- | ----- | ----- | ----- | ----- | ----- | ----- |
| 1580  | ↘1574 | ↘1509 | ↘1495 | ↘1472 | →1472 | ↘1457 |
| 2017  | 2018  | 2019  | 2020  | 2021  | 2023  |       |
| ↘1449 | ↘1443 | ↘1419 | ↘1388 | ↘1251 | ↘1217 |       |

## Состав поселения
В состав сельского поселения входят 7 деревень:
| № | Населённый пункт | Тип населённого пункта          | Население |
| - | ---------------- | ------------------------------- | --------- |
| 1 | Усола            | деревня, административный центр | 575       |
| 2 | Манкинер         | деревня                         | 2         |
| 3 | Олоры            | деревня                         | 847       |
| 4 | Поле-Кугунур     | деревня                         | 79        |
| 5 | Сабанур          | деревня                         | 11        |
| 6 | Сидорово         | деревня                         | 33        |
| 7 | Тошкемнур        | деревня                         | 33        |